# Niederpallen

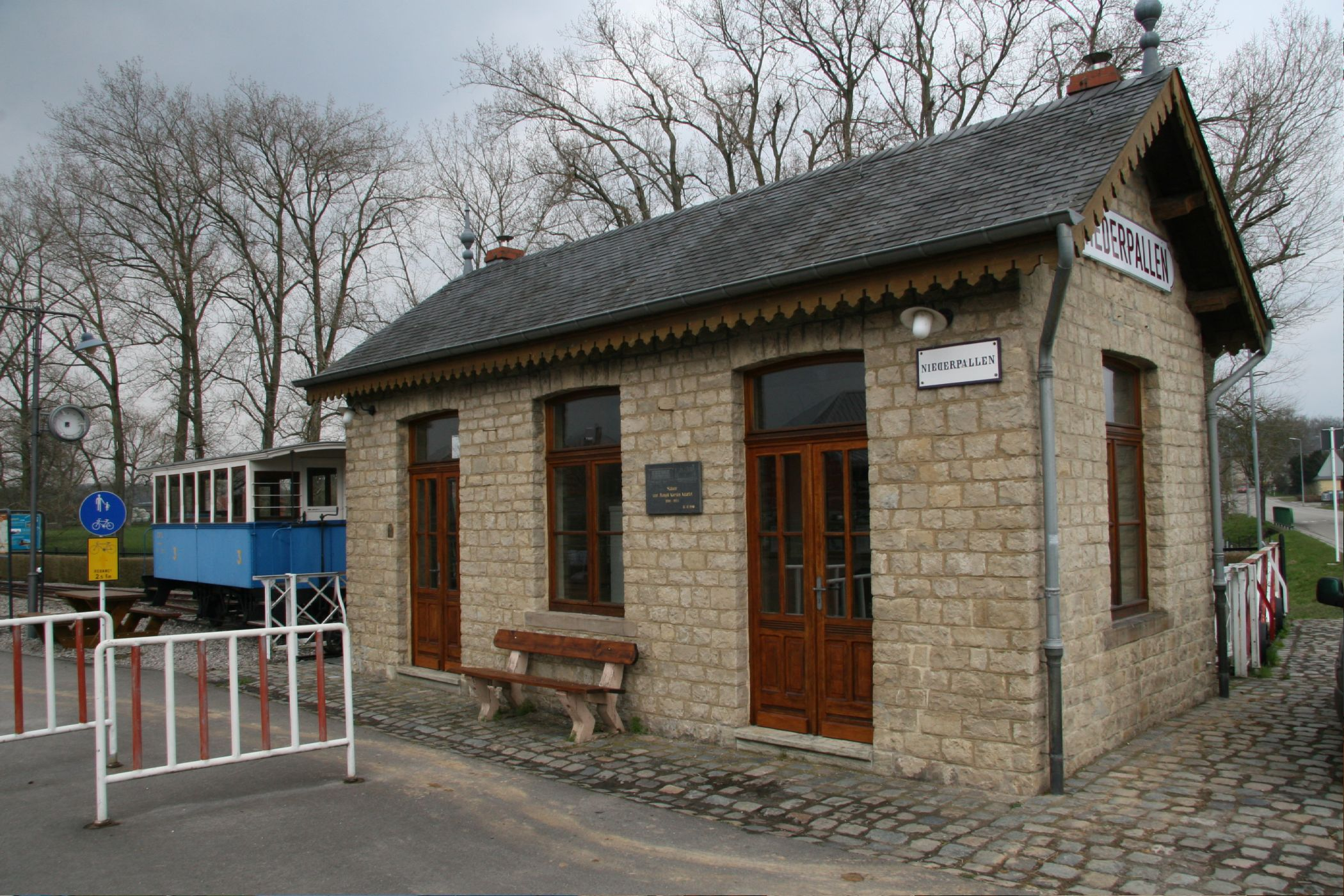
Ehemaliger Bahnhof

Niederpallen (luxemburgisch Nidderpallenⓘ; französisch Niederpallen) ist ein Ortsteil der luxemburgischen Gemeinde Redingen/Attert. In dem Dorf leben 421 Einwohner (Stand: 2005).

## Geografie
Niederpallen liegt etwa anderthalb Kilometer südöstlich von Redingen am Zusammenfluss von Pall und Naerdenerbaach. Der Ort verfügt über eine Bahnstation an der ehemaligen Schmalspurbahn Nördingen–Martelingen. Drei Häuser am Biekerecherweg sind seit 2010 als Nationale Monumente klassifiziert.